# Ralph Priso
Ralph-William Johnson Priso-Mbongue, noto semplicemente come Ralph Priso-Mbongue o Ralph Priso (Toronto, 2 agosto 2002), è un calciatore canadese, centrocampista dei Vancouver Whitecaps.

## Caratteristiche tecniche
È un mediano.

## Carriera

### Club
Cresciuto nel settore giovanile del Toronto FC, nel 2020 firma il primo contratto professionistico con il club canadese ottenendo la promozione in prima squadra; debutta il 25 ottobre in occasione dell'incontro di MLS perso 5-0 contro il Philadelphia Union.

### Nazionale
Ha giocato nelle nazionali giovanili canadesi Under-15 ed Under-17.

## Statistiche

### Presenze e reti nei club
Statistiche aggiornate al 13 aprile 2025.
| Stagione                   | Squadra                    | Campionato                 | Campionato | Campionato | Coppe nazionali | Coppe nazionali | Coppe nazionali | Coppe continentali | Coppe continentali | Coppe continentali | Altre coppe | Altre coppe | Altre coppe | Totale | Totale | Totale |
| Stagione                   | Squadra                    | Comp                       | Pres       | Reti       | Comp            | Pres            | Reti            | Comp               | Pres               | Reti               | Comp        | Pres        | Reti        | Pres   | Reti   |        |
| -------------------------- | -------------------------- | -------------------------- | ---------- | ---------- | --------------- | --------------- | --------------- | ------------------ | ------------------ | ------------------ | ----------- | ----------- | ----------- | ------ | ------ | ------ |
| 2019                       | Toronto FC II              | USL1                       | 5          | 0          | -               | -               | -               | -                  | -                  | -                  | -           | -           | -           | 5      | 0      |        |
| 2021                       | Toronto FC II              | USL1                       | 3          | 0          | -               | -               | -               | -                  | -                  | -                  | -           | -           | -           | 3      | 0      |        |
| 2022                       | Toronto FC II              | MNP                        | 1          | 0          | -               | -               | -               | -                  | -                  | -                  | -           | -           | -           | 1      | 0      |        |
| Totale Toronto FC II       | Totale Toronto FC II       | Totale Toronto FC II       | 9          | 0          |                 | -               | -               |                    | -                  | -                  |             | -           | -           | 9      | 0      |        |
| 2020                       | Toronto FC                 | MLS                        | 4+1        | 0          | CC              | 1               | 0               | -                  | -                  | -                  | -           | -           | -           | 6      | 0      |        |
| 2021                       | Toronto FC                 | MLS                        | 11         | 1          | CC              | 0               | 0               | CCL                | 4                  | 0                  | -           | -           | -           | 15     | 1      |        |
| gen.-lug. 2022             | Toronto FC                 | MLS                        | 10         | 1          | CC              | 2               | 0               | -                  | -                  | -                  | -           | -           | -           | 12     | 1      |        |
| Totale Toronto FC          | Totale Toronto FC          | Totale Toronto FC          | 25+1       | 2          |                 | 3               | 0               |                    | 4                  | 0                  |             | -           | -           | 33     | 2      |        |
| lug.-dic. 2022             | Colorado Rapids            | MLS                        | 6          | 0          | USOC            | -               | -               | -                  | -                  | -                  | -           | -           | -           | 6      | 0      |        |
| 2023                       | Colorado Rapids            | MLS                        | 26         | 0          | USOC            | 2               | 0               | -                  | -                  | -                  | LC          | 2           | 0           | 30     | 0      |        |
| Totale Colorado Rapids     | Totale Colorado Rapids     | Totale Colorado Rapids     | 32         | 0          |                 | 2               | 0               |                    | -                  | -                  |             | 2           | 0           | 36     | 0      |        |
| 2024                       | Vancouver Whitecaps        | MLS                        | 14+1       | 0          | CC              | 3               | 0               | CCC                | 0                  | 0                  | LC          | 2           | 0           | 20     | 0      |        |
| 2025                       | Vancouver Whitecaps        | MLS                        | 6          | 0          | CC              | 0               | 0               | CCC                | 6                  | 0                  | -           | -           | -           | 12     | 0      |        |
| Totale Vancouver Whitecaps | Totale Vancouver Whitecaps | Totale Vancouver Whitecaps | 20+1       | 0          |                 | 3               | 0               |                    | 6                  | 0                  |             | 2           | 0           | 32     | 0      |        |
| Totale carriera            | Totale carriera            | Totale carriera            | 88         | 2          |                 | 8               | 0               |                    | 10                 | 0                  |             | 2           | 0           | 110    | 2      |        |

## Palmarès

### Club

#### Competizioni nazionali
- Canadian Championship: 2

Toronto FC: 2020
Vancouver Whitecaps: 2024